# Shin'ichirō Miki
Shinichiro Miki (三木 眞一郎 Miki Shin'ichirō?,  Tokio, Japón, 18 de marzo de 1968) es un actor de voz japonés, afiliado a 81 Produce. Algunos de sus papales más destacados incluyen el de Sakamoto Tatsuma en Gintama, Kojirō (James, en las versiones extranjeras) en Pokémon, Takumi Fujiwara en la franquicia de Initial D, Kisuke Urahara en Bleach, Akira Yuki en Virtua Fighter, Lockon Stratos en Mobile Suit Gundam 00, Teppei Iwaki en Area no Kishi, Hitomi en Code: Breaker, Hijikata Toshizō en Hakuōki, Roy Mustang en Fullmetal Alchemist: Brotherhood, Seki en Tokyo Underground y más recientemente a Zamas en Dragon Ball Super.
En la primavera del año 2007, Anime News Network reveló que él es el tercer seiyū más prolífico detrás de Takehito Koyasu y Megumi Hayashibara.

## Filmografía

### Anime
| Años            | Anime                                                 | Personaje/s                   | Episodios                                                                  |
| --------------- | ----------------------------------------------------- | ----------------------------- | -------------------------------------------------------------------------- |
| 2025            | Maho Tsukai Pretty Cure!! ~MIRAI DAYS~                | Chronosto                     | 6 episodios                                                                |
| 2023            | MASHLE                                                | Innocent Zero                 |                                                                            |
| 2022            | Shaman King (remake)                                  | Yohken Asakura                |                                                                            |
| 2021            | Uramichi Oniisan                                      | Yusao Furode                  |                                                                            |
| 2021            | Mairimashita! Iruma-kun (2021)                        | Arikured                      |                                                                            |
| 2020            | Haikyuu!!: To The Top                                 | Entrenador del equipo Date    | 1 episodio (6)                                                             |
| 2020            | Show by Rock!! Mashumairesh!!                         | Director Yudasu               | 1 episodio (3)                                                             |
| 2020            | Kitsutsuki Tantei-dokoro                              | Natsume Sōseki                | 1 episodio (3)                                                             |
| 2019            | No Guns Life                                          | Danny Yoe                     | 2 episodios (11, 12)                                                       |
| 2019            | Kimetsu no Yaiba                                      | Tanjūrō Kamado                | 2 Episodios (1, 19)                                                        |
| 2019            | One Punch Man 2                                       | Snek                          | 1 episodio (6)                                                             |
| 2018-2020       | Boku No Hero Academia                                 | Sir Nighteye                  | 1 episodio (25 (Temp 3)) + 8 episodios (3, 4, 5, 6, 7, 8, 9, 10 (Temp. 4)) |
| 2018            | Nanatsu no Taizai: Imashime no Fukkatsu               | Slader                        | 17 episodios (3-10, 12, 16-17, 19-24)                                      |
| 2018            | Fullmetal Panic! Invisible Victory                    | Kurz Weber                    | 8 episodios (1-4, 9-12)                                                    |
| 2018            | Gintama. (2018)                                       | Sakamoto Tatsuma              | 7 episodios (3-6, 8-10)                                                    |
| 2018            | HUGtto! Pretty Cure                                   | Listol                        | 49 episodios                                                               |
| 2017-2018       | Gintama. (2017)                                       | Sakamoto Tatsuma              | 7 episodios (14-16, 18-20, 24-25)                                          |
| 2017-2018       | Sangatsu no Lion (2017)                               | Kai Shimada                   | 10 episodios (1-2, 8, 11, 13-18)                                           |
| 2017            | Gintama.                                              | Sakamoto Tatsuma              | 9 episodios (2-8, 11-12)                                                   |
| 2017            | Keppeki Danshi! Aoyama-kun                            | Ibuki Seigo                   | 3 episodios (1, 10, 12)                                                    |
| 2017            | Senki Zesshou Symphogear AXZ                          | Adam Weishaupt                |                                                                            |
| 2017            | Yōjo Senki                                            | Erich von Rerugen             | 11 episodios (1-10, 12)                                                    |
| 2017            | Onihei                                                | Kanshirō Kondō                | 1 episodio (11)                                                            |
| 2017            | 3-gatsu no Lion                                       | Kai Shimada                   | 10 episodios (13-22)                                                       |
| 2016-2019       | One Piece                                             | Pedro                         | 71 episodios (754-877)                                                     |
| 2016-2018       | Dragon Ball Super                                     | Zamas                         | 14 episodios (52-64, 67)                                                   |
| 2016            | Nanatsu no Taizai: Seisen no Shirushi                 | Slader                        | 1 episodio (2)                                                             |
| 2016            | Bungō Stray Dogs 2                                    | Andre Gide                    | 2 episodios (3-4)                                                          |
| 2015            | Gintama (2015)                                        | Sakamoto Tatsuma              | 4 episodios (6-7, 25-26)                                                   |
| 2015            | Nanatsu no Taizai                                     | Slader                        | 5 episodios (14-15, 22-24)                                                 |
| 2015            | Fate/Stay Night: Unlimited Blade Works (2015)         | Assassin                      | 1 episodio (11)                                                            |
| 2014            | Hanamonogatari                                        | Kaiki Deishū                  |                                                                            |
| 2014            | Fate/Stay Night: Unlimited Blade Works (2014)         | Assassin                      | 3 episodios (7-8, 13))                                                     |
| 2014            | Initial D Final Stage                                 | Fujiwara Takumi               | 4 episodios (1-4)                                                          |
| 2014            | Magi: The Kingdom of Magic                            | Ithnan                        | 1 episodio (17)                                                            |
| 2013-2014       | Hunter x Hunter (2011)                                | Nov                           | 23 episodios (85-148)                                                      |
| 2013-2014       | Kill la Kill                                          | Aikurō Mikisugi               | 24 episodios (1-24)                                                        |
| 2013-2014       | Hajime no Ippo: The Fighting! - Rising                | Sawamura Ryūhei               | 6 episodios (7-8, 10-13)                                                   |
| 2013            | Monogatari Series: Second Season                      | Kaiki Deishū                  | 8 episodios (10, 16, 21-26)                                                |
| 2013            | Magi: The Labyrinth of Magic                          | Ithnan                        | 8 episodios (15-17, 19-20, 22-25)                                          |
| 2012-2014       | Toriko                                                | Starjun                       | 19 episodios (entre 71-147)                                                |
| 2012-2013       | Initial D Fifth Stage                                 | Fujiwara Takumi               | 14 episodios (1-14)                                                        |
| 2012            | Magi: The Labyrinth of Magic                          | Markkio                       | 2 episodios (10-11)                                                        |
| 2012            | Nisemonogatari                                        | Kaiki Deishū                  | 4 episodios (3, 5, 7, 10)                                                  |
| 2012            | Code:Breaker                                          | Hitomi                        | 11 episodios (1-3, 5-7, 9-13)                                              |
| 2012            | Hakuōki: Reimei-roku - Shinsengumi Kitan              | Hijikata Toshizō              | 12 episodios (1-12)                                                        |
| 2011; 2013      | Toriko                                                | Stajun                        | 20 episodios (entre el 2-134)                                              |
| 2011-2012       | Gintama`                                              | Sakamoto Tatsuma              | 8 episodios (3, 8, 31-35, 51)                                              |
| 2011-2012       | Hyōge Mono                                            | Takayama Ukon                 |                                                                            |
| 2011            | Naruto Shippūden                                      | Mizuki                        | 1 episodio (215)                                                           |
| 2011            | Doraemon (2005)                                       | Depon Alex                    | 1 episodio (266)                                                           |
| 2010-2011       | Super Robot Taisen OG: The Inspector                  | Ryūsei Date                   | 18 episodios (3-7, 10-14, 16-17, 19, 21-23, 25-26)                         |
| 2010            | Uragiri wa Boku no Namae o Shitte Iru                 | Giō Tachibana                 | 12 episodios (7-11, 14-15, 17, 21-24)                                      |
| 2010            | Hakuōki: Hekketsu-roku - Shinsengumi Kitan            | Hijikata Toshizō              | 10 episodios (1-10)                                                        |
| 2010            | Hakuōki: Shinsengumi Kitan                            | Hijikata Toshizō              | 12 episodios (1-12)                                                        |
| 2009-2010       | Fullmetal Alchemist: Brotherhood                      | Roy Mustang                   | 46 episodios (1-64)                                                        |
| 2009-2010       | Kobato.                                               | Kazuto Okiura                 | 24 episodios (1-24)                                                        |
| 2009            | Pocket Monsters: Diamond and Pearl                    | Pokémon Zukan                 |                                                                            |
| 2009            | One Outs                                              | Scott Williams                | 2 episodios (23-24)                                                        |
| 2008            | Kidō Senshi Gundam 00 (2008)                          | Lockon Stratos                | 25 episodios (1-25)                                                        |
| 2008            | Hatenkou Yūgi                                         | Baroqueheat                   | 10 episodios (1-10)                                                        |
| 2007-2008       | Wangan Midnight                                       | Shima Tatsuya                 |                                                                            |
| 2007-2008       | D.Gray-man                                            | Bak Chang                     | 14 episodios (64, 66-71, 94-100)                                           |
| 2007-2008       | Kidō Senshi Gundam 00                                 | Lockon Stratos                | 25 episodios (1-25)                                                        |
| 2007            | Darker Than Black: Kuro no Keiyakusha                 | Eric Nishijima                | 9 episodios (5, 12, 15-16, 21-25)                                          |
| 2007            | Detective Conan                                       | Tokitsu Junya                 | 1 episodio (479)                                                           |
| 2007            | El Cazador de la Bruja                                | Heinrich Schneider            | 3 episodios (4, 14, 25)                                                    |
| 2007            | Kōtetsu Sangokushi                                    | Shuuyu Kōkin                  | 14 episodios (1-14)                                                        |
| 2006-2007, 2009 | Gintama                                               | Sakamoto Tatsuma              | 5 episodios (23, 31, 33, 57, 189)                                          |
| 2006-2007       | Super Robot Taisen: Original Generation - Divine Wars | Ryūsei Date                   | 25 episodios (1-25)                                                        |
| 2006-2007       | Tenpōibun Ayakashiayashi                              | Edo Genbatsu                  | 24 episodios (1-10, 12-25)                                                 |
| 2006-2007       | Kiba                                                  | Robes Redondo                 | 28 episodios (3-51)                                                        |
| 2006            | Gakuen Heaven                                         | Naruse Yukihiko               | 13 episodios (1-13)                                                        |
| 2006            | Princess Princess                                     | Sakamoto Hidetoshi            | 1 episodio (6)                                                             |
| 2006            | Fate/stay night                                       | Assassin                      | 5 episodios (8-9, 16, 18-19)                                               |
| 2005-2006       | Black Cat                                             | Creed Diskenth                | 19 episodios (1-23)                                                        |
| 2005-2006       | The Law of Ueki                                       | Matthew                       | 6 episodios (34, 36-40)                                                    |
| 2005-2006       | Tsubasa Chronicle                                     | Tōya                          | (2 temporadas)                                                             |
| 2005            | Fullmetal Panic! The Second Raid                      | Kurz Weber                    | 11 episodios (1-6, 8, 10-13)                                               |
| 2005            | Suki na Mono wa Suki Dakara Shou ga Nai!!             | Minato Shin'ichirō            |                                                                            |
| 2004-2012       | Bleach                                                | Urahara Kisuke                | 107 episodios (6-366)                                                      |
| 2004-2006       | Initial D Fourth Stage                                | Fujiwara Takumi               | 24 episodios (1-24)                                                        |
| 2004-2006       | Kyou kara Maou!                                       | Shinō                         |                                                                            |
| 2004-2005       | My-HiME                                               | Wataru Ishigami               | 18 episodios (3, 7-8, 10-14, 16-24, 26)                                    |
| 2004-2005       | Gakuen Alice                                          | Persona                       | 8 episodios (6, 11-13, 15, 21, 23-24)                                      |
| 2004-2005       | Bobobo-bo bo-bobo                                     | Halekulani                    | 14 episodios (17, 35-76)                                                   |
| 2004-2005       | Viewtiful Joe                                         | Alastor                       |                                                                            |
| 2004            | Tenjō Tenge                                           | Bob Makihara                  | 15 episodios (1-10, 16-19, 24)                                             |
| 2004            | Haruka Naru Toki no Naka de: Hachiyōshō               | Minamoto no Yorihisa          | 5 episodios (1-5)                                                          |
| 2004            | Samurai 7                                             | Kyūzō                         |                                                                            |
| 2004            | Otogi Zoshi                                           | Mansairaku                    | 13 episodio (1-13)                                                         |
| 2004            | Otogi Zoshi                                           | Minamoto no Raikō             | 3 episodios (1-3)                                                          |
| 2004            | Otogi Zoshi                                           | Hombre del saco               |                                                                            |
| 2004            | School Rumble                                         | Fujiwara Takumi (cameo)       | 1 episodio (1)                                                             |
| 2003-2004       | Rockman.EXE Axess                                     | Burnerman                     |                                                                            |
| 2003-2004       | Tantei Gakuen Q                                       | Nanami Kōtarō                 |                                                                            |
| 2003            | R.O.D: The TV                                         | Lee Linho                     | 10 episodios (1-4, 6, 8, 10-13)                                            |
| 2003            | Yami to Boushi to Hon no Tabibito                     | Gargantua                     | 8 episodios (2-5, 9-12)                                                    |
| 2003            | Fullmetal Panic? Fumoffu                              | Kurz Weber                    | 2 episodios (7-8)                                                          |
| 2003            | Scrapped Princess                                     | Sannon Casull                 | 24 episodios (1-24)                                                        |
| 2003            | Scrapped Princess                                     | Beknam                        | 3 episodios (13-14, 24)                                                    |
| 2003            | HeatGuy J                                             | Sun Aurora                    | 1 episodio (25)                                                            |
| 2003            | Detective Conan                                       | Hagiwara Kenji                | 1 episodio (304)                                                           |
| 2003            | Matantei Loki Ragnarok                                | Yamino Ryūsuke                | 26 episodios (1-26)                                                        |
| 2003            | Last Exile                                            | Mullin Shetland               | 9 episodios (16-23, 26)                                                    |
| 2002, 2005      | Naruto                                                | Mizuki                        | 7 episodios (1, 142-147)                                                   |
| 2002-2003       | Kikō Sennyo Rōran                                     | Tetsuya Kenchi                |                                                                            |
| 2002-2003       | Asobot Senki Gokū (Monkey Typhoon)                    | Yazū                          |                                                                            |
| 2002-2003       | GetBackers: Dakkan`ya                                 | Teshimine Takeru              | 6 episodios (12, 19-20, 44-45, 49)                                         |
| 2002-2003       | Weiss Kreuz Gluhen                                    | Kudō Yōji                     |                                                                            |
| 2002            | Fullmetal Panic!                                      | Kurz Weber                    | 20 episodios (1-7, 9, 11-13, 15-16, 18-24)                                 |
| 2002            | Ghost in the Shell: Stand Alone Complex               | Ōba Toshio                    | 1 episodio (2)                                                             |
| 2002            | Saishūheiki Kanojo (Saikano)                          | Tetsu                         | 6 episodios (4-5, 7-10)                                                    |
| 2002            | UFO Princess Valkyrie                                 | Príncipe Toriam               |                                                                            |
| 2002            | Ō Dorobō Jing                                         | Postino                       | 10 episodios (1-6, 8-11)                                                   |
| 2002            | .hack//Sign                                           | Crim                          | 20 episodios (5-6, 8-10, 12-26)                                            |
| 2001-2002       | Sabaku no Kaizoku! Captain Kuppa                      | Samgyetang                    |                                                                            |
| 2001-2002       | Shaman King                                           | Krysler                       |                                                                            |
| 2001-2002       | Project ARMS: The 2nd Chapter                         | Shingu Shinto                 |                                                                            |
| 2001-2002       | Kokoro Toshokan                                       | Uezawa Jun                    | 8 episodios (2, 4-5, 7-10, 12)                                             |
| 2001-2002       | Kokoro Toshokan                                       | Uezawa                        | 1 episodio (11)                                                            |
| 2001            | Project ARMS                                          | Shingu Shinto                 |                                                                            |
| 2001            | Samurai Girl Real Bout High School                    | Setsura Kyogoku               |                                                                            |
| 2001            | Mahō Senshi Louie                                     | Leonard                       |                                                                            |
| 2000-2001       | Karakuri Kiden Hiwō Senki                             | Arashi                        |                                                                            |
| 2000-2001       | Gravitation                                           | Aizawa Taki                   | 5 episodios (2, 4, 6-8)                                                    |
| 2000            | Gate Keepers                                          | Jim Skylark                   | 4 episodios (13-14, 23-24)                                                 |
| 2000            | Ginsoukikō Ordian                                     | Wolf Erickemeyer              |                                                                            |
| 2000            | Yami no Matsuei                                       | Tsuzuki Asato                 | 13 episodios (1-13)                                                        |
| 2000            | Ayashi no Ceres                                       | Shiso Mikagi                  |                                                                            |
| 2000            | Boys Be...                                            | Okazaki Yūki                  |                                                                            |
| 2000            | Rokumon Tengai Mon Colle Knight                       | Kuroi Tsubasa no Tenshi Zahha | 8 episodios (20, 25-26, 39-40, 49-51)                                      |
| 2000            | Rokumon Tengai Mon Colle Knight                       | Rey del Viento Verde          |                                                                            |
| 2000            | Gate Keepers                                          | Jim Skylark                   | 4 episodios (13-14, 23-24)                                                 |
| 2000            | Hand Maid May                                         | Cyber-X                       | 4 episodios (2, 5, 9-10)                                                   |
| 1999-2001       | Shūkan Storyland                                      | Hayami Shō                    | 1 episodio (32)                                                            |
| 1999-2001       | Shūkan Storyland                                      | Kōichi                        |                                                                            |
| 1999-2001       | Shūkan Storyland                                      | Kumatsu                       |                                                                            |
| 1999-2001       | Shūkan Storyland                                      | Aida                          |                                                                            |
| 1999-2000       | Initial D Second Stage                                | Fujiwara Takumi               | 13 episodios (1-13)                                                        |
| 1999-2000       | Kaikan Phrase                                         | Tōdō Yukifumi                 |                                                                            |
| 1999-2000       | Great Teacher Onizuka                                 | Ōsawa Hiderō                  |                                                                            |
| 1999-2000       | The Big O                                             | Oliver                        |                                                                            |
| 1999-2000       | Chikyū Bōei Kigyō Dai-Guard                           | Aoyama Keiichiro              |                                                                            |
| 1999            | Gokudō-kun Man`yūki                                   | Príncipe Niari                |                                                                            |
| 1998-1999       | Cowboy Bebop                                          | Herman                        | 1 episodio (19)                                                            |
| 1998            | Initial D                                             | Fujiwara Takumi               | 26 episodios (1-26)                                                        |
| 1998            | Weiss Kreuz                                           | Kudō Yōji                     |                                                                            |
| 1998            | AWOL                                                  | Obispo                        |                                                                            |
| 1998            | Trigun                                                | Otro                          |                                                                            |
| 1998            | Brain Powerd                                          | Lasse Lundberg                |                                                                            |
| 1998            | Generator Gawl                                        | Kōji                          |                                                                            |
| 1997-2002       | Pocket Monsters (Pokémon)                             | Golbat                        | 2 episodios (32, 130)                                                      |
| 1997-2002       | Pocket Monsters (Pokémon)                             | Gyarados                      | 18 episodios (1-274)                                                       |
| 1997-2002       | Pocket Monsters (Pokémon)                             | Hitodeman                     | 12 episodios (10-93, 208-227)                                              |
| 1997-2002       | Pocket Monsters (Pokémon)                             | Hitokage                      | 8 episodios(1-57, 119, 172)                                                |
| 1997-2002       | Pocket Monsters (Pokémon)                             | Ishitsubute                   | 8 episodios (15-92, 164-166)                                               |
| 1997-2002       | Pocket Monsters (Pokémon)                             | Jugon                         | 4 episodios (67, 94, 208, 212)                                             |
| 1997-2002       | Pocket Monsters (Pokémon)                             | Lizardon                      | 8 episodios (17-250)                                                       |
| 1997-2002       | Pocket Monsters (Pokémon)                             | Nyorozo                       | 19 episodios (25-240)                                                      |
| 1997-2002       | Pocket Monsters (Pokémon)                             | Pawou                         | 10 episodios (7-240)                                                       |
| 1997-2002       | Pocket Monsters (Pokémon)                             | Pokémon Zukan                 | 73 episodios (1-116)                                                       |
| 1997-2002       | Pocket Monsters (Pokémon)                             | Pokémon Zukan II              | 70 episodios (118-242)                                                     |
| 1997-1998       | Vampire Princess Miyu                                 | Larva                         | 19 episodios (1-25)                                                        |
| 1997-1998       | Vampire Princess Miyu                                 | Reportero                     |                                                                            |
| 1997            | Hareluya II Boy                                       | Haruya Nono                   |                                                                            |
| 1997            | Virus                                                 | Sāji                          |                                                                            |
| 1996-1997       | Ganbarist! Shun                                       | Toshihiko Sanada              |                                                                            |
| 1996            | Tenkū no Escaflowne                                   | Amano Susumu                  | 1 episodio (1)                                                             |
| 1996            | Tenkū no Escaflowne                                   | Allen Crusader Schezar        |                                                                            |
| 1995-1996       | Virtua Fighter                                        | Akira Yūki                    |                                                                            |
| 1995-1996       | Fushigi Yūgi                                          | Keisuke Yūki                  |                                                                            |
| 1995-1996       | Fushigi Yūgi                                          | Joven                         | 44 episodios (3-52)                                                        |
| 1995-1996       | Fushigi Yūgi                                          | Espectador A                  |                                                                            |
| 1995-1996       | Ai Tenshi Densetsu Wedding Peach                      | Yanagiba Kazuya               | 51 episodios (1-51)                                                        |
| 1995-1996       | Ai Tenshi Densetsu Wedding Peach                      | Limone                        | 43 episodios (1-51)                                                        |
| 1995            | Kyōryū Bōkenki Jura Tripper                           | Presidente                    |                                                                            |
| 1995            | Tenchi Muyō!                                          | Tetsuya                       |                                                                            |
| 1994-1995       | Chō Kuse ni Narisō                                    | Hosomichi Okuno               |                                                                            |
| 1994-1995       | Captain Tsubasa J                                     | Wakabayashi Genzō             |                                                                            |
| 1994-1995       | Macross 7                                             | Dick                          | 12 episodios (24-47)                                                       |
| 1994-1995       | Macross 7                                             | Gen'ei                        | 1 episodio (37)                                                            |
| 1994-1995       | Macross 7                                             | Irina Hayakawa                | 11 episodios (14-46)                                                       |
| 1994            | Metal Fighter Miku                                    | Kinta Marume                  |                                                                            |
| 1993-1995       | Pokonyan!                                             | Miki                          |                                                                            |
| 1993-1994       | Kyōryū Wakusei                                        | Naō                           |                                                                            |
| 1992-1993       | Chirorin Mura Monogatari                              | Shirokichi                    |                                                                            |

#### Otros
- Beast Wars (Inferno)
- Dragon Booster (Moordryd Paynn) (serie canadiense)

### OVA
| Año/s     | OVA                                                          | Procedencia                 | Personaje            | Apariciones                       |
| --------- | ------------------------------------------------------------ | --------------------------- | -------------------- | --------------------------------- |
| 2011      | Hakuōki: Sekka-roku - Shinsengumi Kitan                      | Hakuōki                     | Hijikata Toshizō     | 5/6 (1-5)                         |
| 2011      | Carnival Phantasm                                            | Fate/stay night             | Assassin             | 1/12 (1)                          |
| 2010      | Fate/stay night                                              | Fate/stay night             | Assassin             | 2 OVA'S                           |
| 2010      | Kidou Senshi Gundam 00 Special Edition III: Return the World | Kidō Senshi Gundam 00       | Lockon Stratos       | Único                             |
| 2009-2011 | Saint Seiya: The Lost Canvas - Meiō Shinwa                   | Saint Seiya                 | Shion de Aries       | 12/26 (2-6, 10-11, 13, 15, 18-19) |
| 2009      | Kidō Senshi Gundam 00 Special Edition II: End of World       | Kidō Senshi Gundam 00       | Lockon Stratos       | Único                             |
| 2009      | Kidō Senshi Gundam 00 Special Edition I: Celestial Being     | Kidō Senshi Gundam 00       | Lockon Stratos       | Único                             |
| 2008      | Batman: Gotham Knight                                        | Batman: Gotham Knight       | Bruce Wayne          | 3/6                               |
| 2006-2008 | Saint Seiya: Meiō Hades Meikai-hen                           | Saint Seiya                 | Aiacos de Garuda     | A partir del 17 (de 31)           |
| 2005      | Super Robot Taisen: Original Generation - The Animation      | Super Robot Wars            | Ryūsei Date          | 3 OVA's                           |
| 2004      | Tenjō Tenge (2005)                                           | Tenjō Tenge                 | Bob Makihara         | 2 OVA's                           |
| 2002-2003 | Haruka Naru Toki no Naka de: Ajisai Yumegatari               | Haruka Naru Toki no Naka de | Minamoto no Yorihisa | 2 OVA's                           |

- Angel Sanctuary (Katan)
- Blue Submarine 6 (Myong Hea Yun)
- Eyeshield 21 (Hiruma Youichi)
- Fuyuu no Semi (Kusaka Tohma)
- Haru wo daiteita (Youji Katou)
- Chrono Trigger OVA (Johnny)
- Papa to Kiss in the Dark (Kyosuke Munakata)
- Saber Marionette R (Sunchest)
- Saint Seiya (Garuda Aiacos)
- Saint Seiya: The Lost Canvas (Shion de Aries) (junio de 2009)
- Saiyuki (Ensui)
- Slayers Excellent (Alphonse)
- Viper GTS (Alphina)
- Level C (Kazuomi Honjo)

### Películas
| Año/s     | Película                                                       | Procedencia                 | Personaje            | Notas            |
| --------- | -------------------------------------------------------------- | --------------------------- | -------------------- | ---------------- |
| 2021      | Jujutsu Kaisen 0                                               | Jujutsu Kaisen              | Atsuya Kusakabe      | Única            |
| 2019      | Yōjo Senki (2019)                                              | Yōjo Senki                  | Erich von Rerugen    | Única            |
| 2017-2018 | Fullmetal Panic?                                               | Fullmetal Panic?            | Kurz Weber           | 3 películas      |
| 2017      | Gekijouban Fate/Stay Night: Heaven`s Feel                      | Fate/stay night             | Assassin             | 1 de 3 películas |
| 2013-2014 | Gekijōban Hakuōki                                              | Hakuōki                     | Hijikata Toshizō     | 2 películas      |
| 2011      | Towa no Quon                                                   | Towa no Quon                | Genji Kamishirō      | 6 películas      |
| 2010      | Fate/Stay Night: Unlimited Blade Works                         | Fate/stay night             | Assassin             | Única            |
| 2010      | Gekijōban Kidō Senshi Gundam 00: A Wakening of the Trailblazer | Kidō Senshi Gundam 00       | Lockon Stratos       | Única            |
| 2006      | Gekijōban Haruka Naru Toki no Naka de: Maihitoyo               | Haruka Naru Toki no Naka de | Minamoto no Yorihisa | Única            |
| 2000      | Escaflowne                                                     | Tenkū no Escaflowne         | Allen Schezar        | Única            |
| 1998      | Perfect Blue                                                   | Perfect Blue                | Taku                 | Única            |

### Especial de televisión
| Año/s | Especial                     | Procedencia | Personaje    | Notas |
| ----- | ---------------------------- | ----------- | ------------ | ----- |
| 2014  | Hanamonogatari: Suruga Devil | Monogatari  | Kaiki Daishū |       |

### Videojuegos
- .hack//IMOQ (Crim)
- .hack//G.U. (Kuhn)
- Baldr Force EXE (Yuuya Nonomura)
- Chaos Rings (Garrick)
- "Charizard" (Super Smash Bros. para Nintendo 3DS y Wii U)
- Ehrgeiz (Sephiroth)
- Galaxy Angel (Prince Eonia Transbaal)
- Galerians: Ash (Ash)
- Growlanser (Ariost)
- Growlanser II: The Sense of Justice (Ariost)
- Hakuōki (Hijikata Toshizo) (todos)
- Initial D Special Stage (Takumi Fujiwara)
- Serie de Kingdom Hearts (Aladdín)
- JoJo's Bizarre Adventure: All Star Battle (Gyro Zeppeli)
- Rockman DASH 2 ~Episode 2: Ooi Naru Isan~ (Jiji)
- Rockman X6 (Blaze Heatnix)
- Rival Schools series (Nagare Namikawa)
- Street Fighter series (Sagat)
- Super Robot Wars (Ryusei Date)
- Tatsunoko Fight (Volter)
- Tales of Rebirth (Milhaust Selkirk)
- Tokimeki Memorial Girl's Side (Shiki Mihara)
- Viewtiful Joe (Alastor)
- Virtua Fighter (Akira Yuki)
- Ultra Despair Girl's (Haiji Towa)
- Xenoblade Chronicles 2: Torna The Golden Country (Minoth)
- Arknights (Mr. Lee)
- League of legends (Mordekaiser)

### Doblaje
- Películas de Aladdin (Aladdin)
- The Bourne Identity (Jason Bourne)
- Total Eclipse (Arthur Rimbaud)
- Underworld (Michael Corvin)
- Bowling for Columbine (Marylin Manson)

### CD dramas
- Hana-Kimi (Minami Nanba)
- Serie de Papa to Kiss in the Dark (Kyousuke Munakata)
- Crazy Paradise (Ryuji Shirogami)
- Never Give Up! (Akira's father)
- Serie Deadlock (Nathan Clerk/Corvus)

### Web
| Año/s | Título           | Procedencia | Personaje    | Notas          |
| ----- | ---------------- | ----------- | ------------ | -------------- |
| 2016  | Koyomimonogatari | Monogatari  | Kaiki Daishū | 1 episodio (5) |

## Tokusatsu
- Kamen Rider Den-O - (Sieg/Wing-Ryotaro/Den-O Wing Form (Ep. 23-24, 49))
- Kamen Rider Den-O: I'm Born! - (Sieg/Wing-Ryotaro/Den-O Wing Form)
- Farewell, Kamen Rider Den-O: Final Countdown - (Sieg/Den-O Wing Form)
- Kamen Rider Decade - (Sieg (Ep. 15))
- Cho Kamen Rider Den-O & Decade Neo Generations: The Onigashima Warship - (Sieg)

## Música
- Interpretó, junto con Chiwa Saitō, Kogarashi Sentiment, opening de la serie Monogatari Series Second Season (TV).[3]
- Formó parte del grupo Weiss, junto con Takehito Koyasu, Tomokazu Seki y Hiro Yūki, para la serie Weiss Kreuz.